# Pellenes obvolutus
Pellenes obvolutus es una especie de araña saltarina del género Pellenes, familia Salticidae. Fue descrita científicamente por Dawidowicz & Wesolowska en 2016.
Habita en el continente africano.